# Контрада Канала (Изернија)
Контрада Канала је насеље у Италији у округу Изернија, региону Молизе.
Према процени из 2011. у насељу је живело 32 становника. Насеље се налази на надморској висини од 661 м.